# Chromodoris lochi

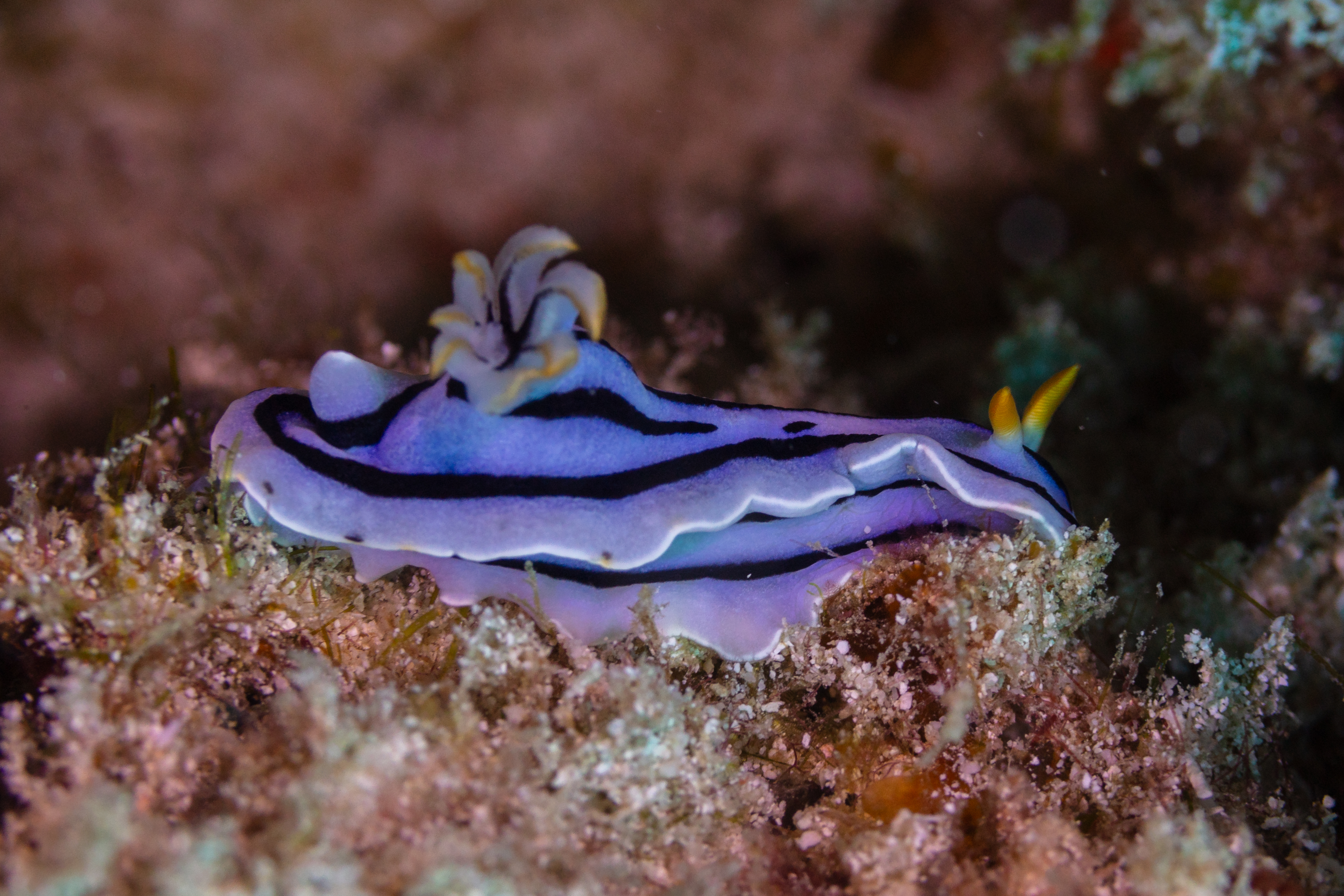

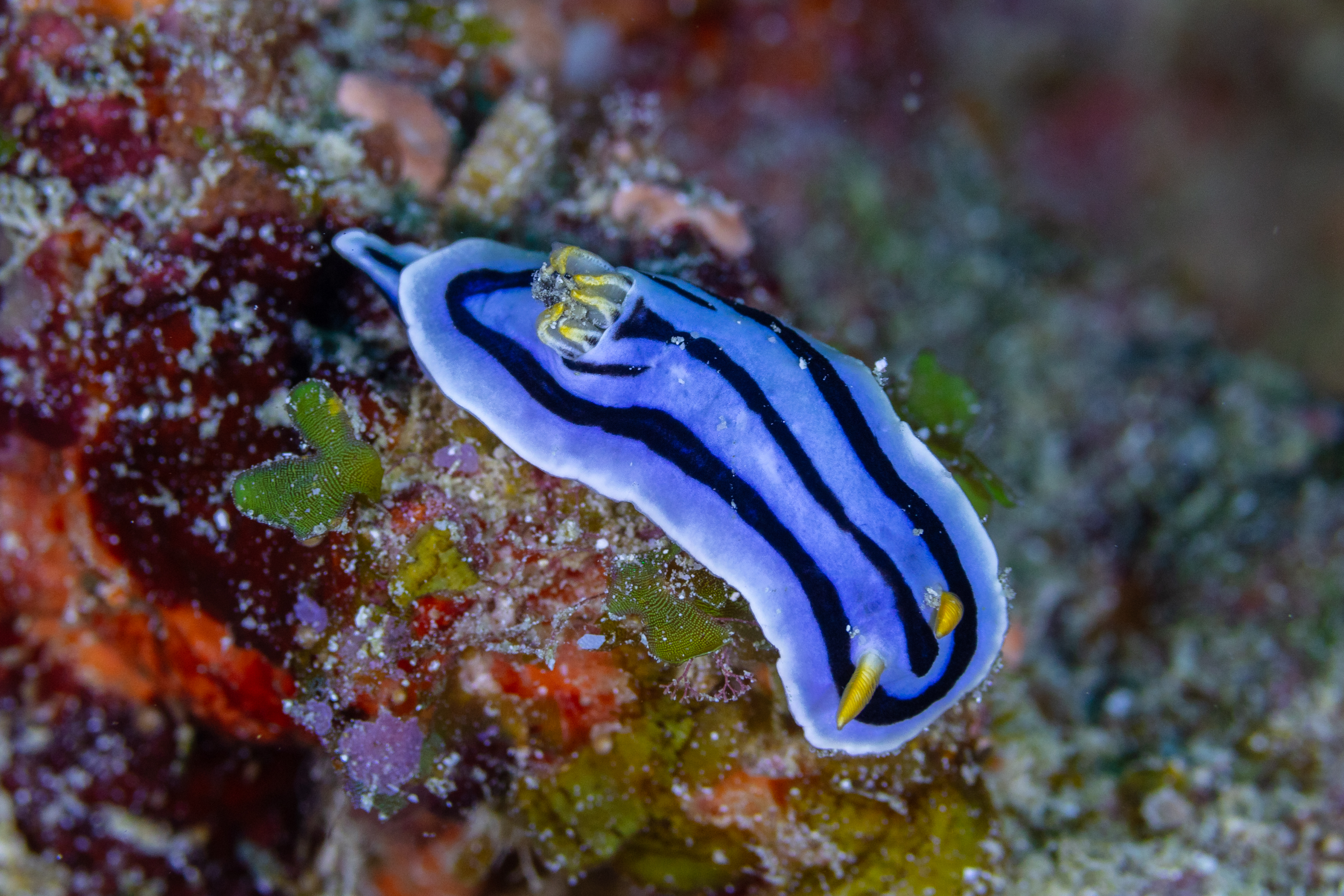

Chromodoris lochi es una especie de babosa de mar colorida, un nudibranquio, un molusco gasterópodo marino de la familia Chromodorididae.

## Morfología
El manto dorsal, de forma más o menos ovalada, es de color azul pálido, o, en ocasiones, casi blanco. Tiene una línea negra ovalada submarginal, que recorre el manto por fuera de los rinoforos y las branquias, contrastando con el tono claro del manto. Otra línea negra, a veces interrumpida, discurre por el centro del manto, entre los rinoforos y hasta las branquias. El manto está bordeado por una línea blanca en el margen, que recorre su perímetro. El pie es del mismo color que el cuerpo y se extiende posteriormente más allá del manto.
Para investigar el medio utilizan dos tentáculos situados en la cabeza, llamados rinoforos, y otros dos tentáculos, situados cerca de la boca, que les sirven para oler, detectar estímulos químicos y tocar. Carecen de órgano de la vista propiamente dicho, en su lugar tienen una pequeña esfera dentro del cuerpo situada detrás y en el centro de los rinoforos, que le sirve para detectar luz o sombras. En la parte posterior del dorso, tiene unos apéndices de apariencia plumosa que son las branquias que utiliza para respirar. En el centro de las branquias se sitúa la papilla anal. Todos estos apéndices, salvo los bucales, son de color rosa, o naranja mate.
El conducto genital y la prominente abertura genital están situados cerca de la cabeza, en el lado derecho del cuerpo.
Su contrastada combinación de colores, como en otras especies animales, es un aviso al resto de habitantes del arrecife sobre la toxicidad y/o desagradable sabor de su dermis, convirtiéndose en una estrategia de defensa, o aposematismo. Las sustancias causantes de esos efectos son secretadas por unas glándulas situadas en el margen del manto, y son obtenidas por el animal de las esponjas de las que se alimenta.
Son lentos de movimiento y cuando son tocados por un predador, se encogen y esconden los rinoforos.
Alcanza los 6 cm de longitud.
Similar en apariencia a C. willani, C. dianae y C. boucheti. El rasgo morfológico más distintivo de la especie es el color rosa de rinoforos y branquias.

## Alimentación
Es carnívoro y come principalmente esponjas, frecuentemente de los géneros Semitaspongia o Petrosaspongia.

## Reproducción
Como todos los opistobránquios, son hermafroditas y producen tanto huevos como esperma. Las masas de huevos las depositan en espirales aplanadas. 
Tras la fertilización producen larvas planctónicas, que cuentan con una concha para protegerse durante la fase larval, y que, al evolucionar a su forma definitiva, la pierden. La larva deambula por la columna de agua hasta que encuentra una fuente de comida, normalmente esponjas, entonces se adhiere y evoluciona al animal adulto.

## Hábitat y distribución
Se distribuye en el Pacífico tropical, en Filipinas, Indonesia, Borneo, Australia, Papúa Nueva Guinea y las islas del Pacífico central, hasta la Polinesia.
Asociados a arrecifes, son bénticos y diurnos. Se localizan en los extremos de los muros y en los frentes de arrecifes soleados, desde los 5 hasta los 30 m de profundidad.